# Super Robot Wars A
Super Robot Wars A (スーパーロボット大戦A?, Sūpā Robotto Taisen Ē) anche conosciuto come Super Robot Wars Advance è un videogioco pubblicato per Nintendo Game Boy Advance nel 2001, come parte della serie creata dalla Banpresto Super Robot Wars, ed è il primo ad essere stato sviluppato per console portatile Game Boy Advance. Il videogioco è stato in seguito convertito per cellulari come parte della collezione Super Robot Wars i pubblicata nel 2006 e ripubblicato come remake migliorato per PlayStation Portable il 19 giugno 2008 con il titolo Super Robot Wars A Portable.

## Trama
La storia di Super Robot Wars A ruota intorno ad una organizzazione chiamata Shadow-Mirror che si trova in una dimensione parallela, il cui leader Vindel Mauser, desidera un mondo afflitto da una guerra eterna. I suoi piani sono di inviare i propri emissari per spiare le forze di difesa terrestri in modo da preparare i propri attacchi affinché essi siano invincibili. Il giocatore ha la possibilità di scegliere uno di due possibili emissari di Shadow-Mirror (Axel Almer o Lamia Loveless). A seconda delle scelte fatte durante il gioco e dalla volontà del giocatore, il proprio personaggio potrà decidere se la Shadow-Mirror sta sbagliando o meno e quindi continuare a servirla o ribellarsi. I robot originali che debuttano in Super Robot Wars Advance sono basati sui robot già comparsi in Super Robot Wars 64. La scelta del giocatore del robot principale modificherà l'inizio del gioco, oltre che la scelta dei robot nemici.

## Serie presenti nel gioco
- Serie originali create dalla Banpresto
- Super Electromagnetic Robot Combattler V
- General Daimos
- Daitarn 3
- Metal Armor Dragonar (debutto)
- Getter Robot
- Getter Robot G
- Shin Getter Robot (basato sul design originale di Shin Getter Robo della Banpresto)
- UFO Robot Grendizer
- Mobile Suit Gundam
- Mobile Suit Gundam: The 08th MS Team
- Mobile Suit Gundam 0083: Stardust Memory
- Mobile Suit Zeta Gundam
- Mobile Suit Gundam ZZ
- Mobile Suit Gundam: Char's Counterattack
- Mobile Fighter G Gundam
- Gundam Wing: Endless Waltz
- Mazinga Z
- Il Grande Mazinga
- Mobile Battleship Nadesico (debutto)
- Vultus V
- Zambot 3